# إشاكا ديارا
إشاكا ديارا (بالفرنسية: Ichaka Diarra)‏ (18 يناير 1995 في مالي - ) هو لاعب كرة قدم مالي يلعب كمدافع.
لعب سابقاً في نادي الثقبة والنادي العربي.

## وصلات خارجية
- إشاكا ديارا على موقع الاتحاد الدولي (مؤرشف)  (الإنجليزية)
- إشاكا ديارا على موقع قاعدة بيانات كرة القدم.إي يو (الإنجليزية)
- إشاكا ديارا على موقع ناشيونال فوتبول تيمز (الإنجليزية)
- إشاكا ديارا على موقع Soccerway.com (الإنجليزية)
- إشاكا ديارا على موقع كووورة
- إشاكا ديارا على موقع GSA (الإنجليزية)
- إشاكا ديارا